# Matthias Bolliger

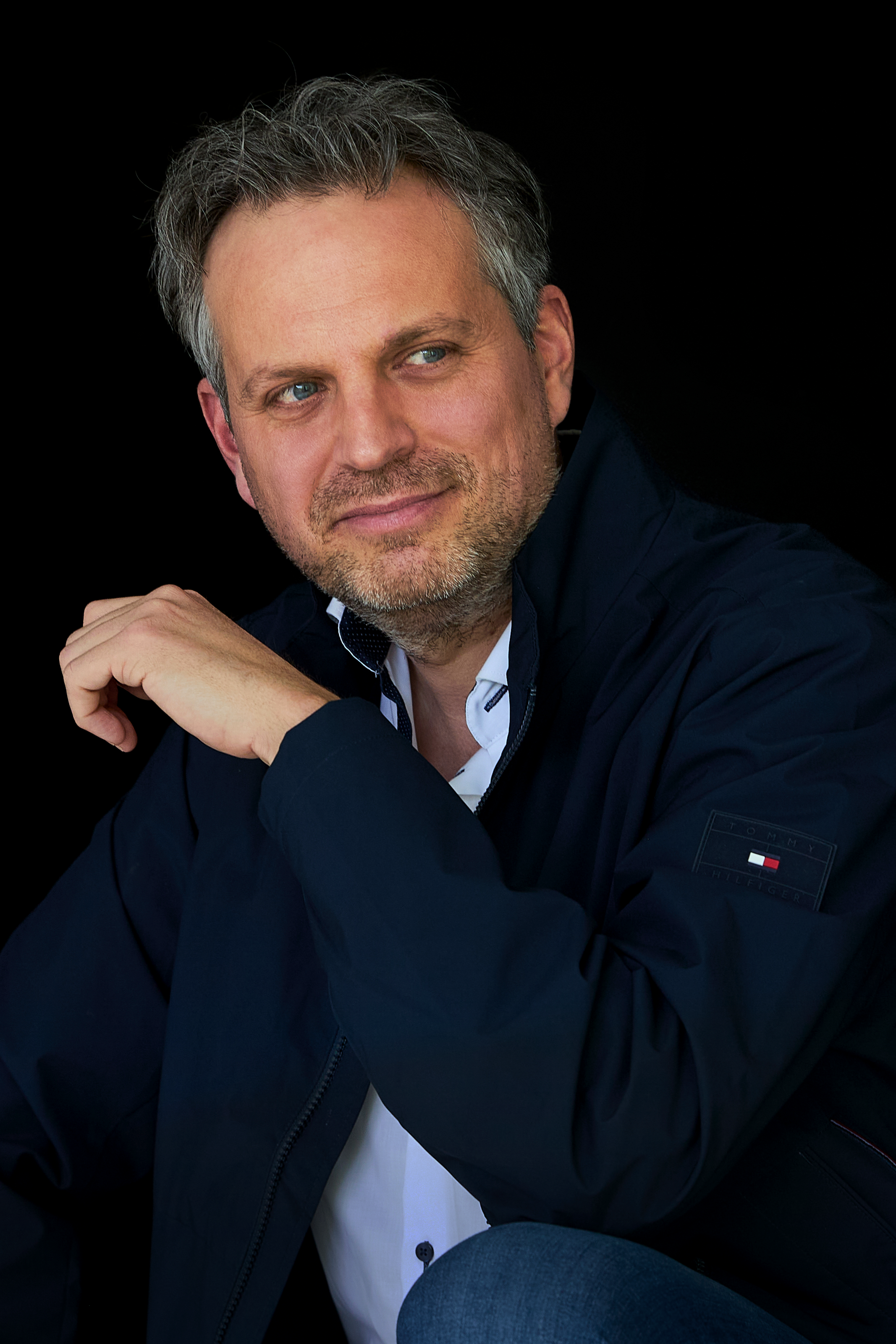
Matthias Bolliger

Matthias Bolliger (* 1975 in Luzern) ist ein schweizerisch-deutscher Kameramann/Director of photography (DoP), Filmdozent/Coach und Fachautor mit Wohnsitz in Hamburg und Luzern. Bekannt ist er u. a. auch unter seinem Künstlernamen „le bolligé“.

## Werdegang
Matthias Bolliger wurde 1975 in der Schweiz geboren. Von 1994 bis 1997 leitete Bolliger die „Innerschweizer Filmtage“ und war an der Gründung der Arcanusfilm AG, später Arcmedia AG Luzern, beteiligt. Seit seinem Filmstudium im Bereich “Kamera/Bildregie” in Zürich, Berlin und Hamburg arbeitet er als lichtsetzender Kameramann/DoP für szenische und dokumentarische Produktionen sowie im Image-/Werbefilmbereich.
2007 drehte er Chiko mit Regisseur Özgür Yıldırım und Fatih Akıns Produktionsfirma Corazón International. Chiko wurde 2008 für den Deutschen Kamerapreis nominiert und erhielt im folgenden Jahr zwei Deutsche Filmpreise. 2011 realisierte Matthias Bolliger als DoP den Hip-Hop Musikfilm Blutzbrüdaz mit Rapper Sido in der Hauptrolle. Blutzbrüdaz startete Ende 2011 bundesweit in den Kinos in Deutschland, Österreich und der Schweiz und erreichte über eine halbe Million Zuschauer. 2012 drehte er unter der Regie von Özgür Yıldırım die erste Folge des NDR Nord-Tatort mit Wotan Wilke Möhring, dessen Fall Feuerteufel bei der Erstausstrahlung im April 2013 zehn Millionen Zuschauer erreichte. Im gleichen Jahr verantwortete er eine stereoskopische Langzeitdokumentation für ZDF/Arte über den Deutschen Astronauten Alexander Gerst und seine 2014 anstehende Weltraummission auf der Internationalen Raumstation ISS und war einer der DoPs bei der Musikfestival-Kinodokumentation „Wacken 3D“.
Danach folgte 2014 die Bildgestaltung der Bestseller-Verfilmung „Boy7“ der holländischen Jugendbuch-Autorin Mirjam Mous mit David Kross und  Emilia Schüle in den Hauptrollen. 2015 setzte er den Tatort Zorn Gottes mit Wotan Wilke Möhring und Franziska Weisz um und drehte danach mit Regisseurin Katrin Gebbe die Eventfolge des Tatort Freiburgs mit Heike Makatsch.
2016 starteten die Dreharbeiten zu „16 levers des soleil / 16 sunrises“, einer Langzeitdokumentation über den Französischen ESA-Astronauten Thomas Pesquet,- dies als Multiformat-Projekt gedreht für TV, Kino, Full-Dome Planetarium und VR/360. Danach fotografierte er Özgür Yıldırıms neuen Kinospielfilm „Nur Gott kann mich richten“ mit Moritz Bleibtreu, Edin Hasanović und Birgit Minichmayr in den Hauptrollen. 2017 folgte der dritte Nord-Tatort Alles was Sie sagen mit Wotan Wilke Möhring. 2018/19 drehte er die zweite und finale dritte Staffel der Erfolgsserie 4 Blocks mit Kida Khodr Ramadan in der Hauptrolle. Für die internationale Dokumentation "Lebanon - Borders of Blood" von Duki Dror verantwortet er die Dreharbeiten im Libanon. Die Ausnahme-Produktion erhielt 2021 von der Israeli Academy from Motion Pictures and TV acht Awards, darunter den Preis für "Best Cinematography". 2020 begannen unter der Regie von Rick Ostermann die Dreharbeiten zu "Das Haus" mit Tobias Moretti und Valery Tscheplanowa in den Hauptrollen. Im Anschluss setzte er die 4Blocks"-Nachfolge-Serie "PARA - Wir sind King" mit sechs Folgen um. Diese erste Staffel wurde beim Deutschen Fernsehpreis 2021 fünffach nominiert, darunter auch für „Beste Kamera Fiktion“ und gewann als „Beste Drama-Serie 2021“. PARA wurde zudem von der Deutschen Akademie für Fernsehen mit dem Preis für „Beste Bildgestaltung“ 2021 ausgezeichnet.
Mit „Reeperbahn Spezialeinheit FD65″ “ (Regie: Georg Tschurtschenthaler/Carsten Gutschmidt/Ina Kessebohm) kreierte Bolliger eine neue Highend-Serie mit Gebrüder Beetz Filmproduktion für das ARD-Hauptprogramm und die ARD-Mediathek. Die True-Crime Doku spielt im Hamburger Rotlichtmilieu der 1970er und -80er Jahre und gewann als Beste Dokuserie das Berlin Series Festival. 2022 starteten die Dreharbeiten zur zweiten Staffel von „PARA - Wir sind King“, weitere sechs Folgen unter der Regie von Özgür Yildirim. 2023 realisierte er mit Regisseur Marc Brummund die Spiegel-Bestseller Verfilmung des Romans „Ein Mann seiner Klasse“ von Christian Baron. 2024 setzt er den Bestseller Jugend-Roman „SCHATTENSEITE“ von Jonas Ems als sechsteilige Serie unter der Regie von Özgür Yildirim und Alison Kuhn um.
Matthias Bolliger unterrichtet u. a. an der Hamburg Media School (HMS), der Filmakademie Baden-Württemberg sowie an der Internationalen Filmschule Köln (IFS) und schreibt als Fachautor für die Zeitschrift Film & TV Kamera. Er ist Mitglied der Deutschen Filmakademie und Mitglied der Swiss Cinematographers Society (SCS). Matthias ist Host des jährlich erscheinenden. EXPOSURE – Videocasts zu Visual Storytelling. Er lebt in Hamburg und Luzern.

## Filmografie (Auswahl)

### Langfilme
- 2008: Chiko, Regie: Özgür Yıldırım
- 2009: Koyamas Menü, Regie: Fabian Feiner
- 2011: Blutzbrüdaz, Regie: Özgür Yıldırım
- 2012: Violinissimo, Regie: Stephan Anspichler / Radoslaw Wegrzyn
- 2012: Begegnung im All 3D, Regie: Jürgen Hansen
- 2013: Tatort: Feuerteufel, Regie: Özgür Yıldırım
- 2014: Wacken 3D, Regie: Norbert Heitker
- 2015: Boy 7, Regie: Özgür Yıldırım
- 2014: Zero Gravity – Mission im All, Regie: Jürgen Hansen
- 2016: Tatort: Zorn Gottes, Regie: Özgür Yıldırım
- 2016: Tatort: Fünf Minuten Himmel, Regie: Katrin Gebbe
- 2016: The school on magic mountain, Regie: Radek Wegrzyn
- 2017: 16 levers de soleil, Regie: Pierre-Emmanuel Le Goff / Jürgen Hansen
- 2017: Nur Gott kann mich richten, Regie: Özgür Yıldırım
- 2018: Tatort: Alles was Sie sagen, Regie: Özgür Yıldırım
- 2018: 4 Blocks – Staffel 2, Regie: Özgür Yıldırım
- 2019: Miss Holocaust Survivor, Regie: Radek Wegrzyn
- 2019: 4 Blocks – Staffel 3, Regie: Özgür Yıldırım
- 2020: PARA – Wir sind King – Staffel 1, Regie: Özgür Yıldırım
- 2021: Das Haus, Regie: Rick Ostermann
- 2022: PARA – Wir sind King – Staffel 2, Regie: Özgür Yıldırım
- 2024: Ein Mann seiner Klasse, Regie: Marc Brummund

### Kurzfilme
- Life Has No Undo (2000), Regie: Matthias Bolliger
- Join the real life (2001), Regie: Matthias Bolliger
- Der nötige Schneid (2002), Regie: Özgür Yıldırım
- Himmelfahrt (2003), Regie: Ulrike Grote
- Alim Market (2004), Regie: Özgür Yıldırım

## Auszeichnungen (Auswahl)
- 2000 Silver Award am Tokyo Video Festival, Victor 2000 für „Die Seilschaft von der Schwandi“ (1998)
- 2003 1. Preis, Internat. Wettbewerb Unimovie 2004, Pescara (I) für „Himmelfahrt“ (2003)
- 2004 2. Preis, Kategorie „Erzählkino“, Athens Int. Film Festival 2005 (USA) für „Alim Market“
- 2004 Hauptpreis des 45. Internat. Festivals „Brünner Sechzehn“ für „Alim Market“ (2004)
- 2004 PRO 7 Nachwuchspreis, Internat. Filmfestival der Filmhochschulen für „Himmelfahrt“ (2003)
- 2005 PSP Film und 50 – Filmfestival Hamburg: „Publikumspreis“ für „Bisschen Schwund is’ immer“ (2005)
- 2009 Die Klappe 2010: 2× Bronze Unternehmensfilm, Internet / Spotlight-Festival 2010: Silber Fachjury Award / ADC 2010: 2× Silber, 1× Bronze, Auszeichnung in der Kategorie Casting / Annual Multimedia Award / DMMA-Online Star: Silber für „15 Jahre Kolle Rebbe“ (2009)
- 2009 Corporate Media 2009: Award of Master für „The birth of a Remos-Aircraft“
- 2010 ITVA Award-Stereoskopie für Deutsche Telekom „Tele Presence“
- 2013 3D Korea International Film Festival: „Special Prize“
- 2013 Festival Aérospatial des etoiles et des aires: „Grand Prix de la Jury“
- 2021 Preis der Deutschen Akademie für Fernsehen in der Kategorie Bildgestaltung für „PARA – Wir sind King“